# Walton-on-the-Naze
Walton-on-the-Naze è un paese di 12.000 abitanti della contea dell'Essex, in Inghilterra, nel distretto di Tendring. Posto sulla costa del Mare del Nord, confina a sud con Frinton-on-Sea e parte del suo territorio fa parte della parrocchia civile di Frinton and Walton. Walton è una stazione balneare con una popolazione stabile di circa 6.000 persone che attrae ogni anno parecchi turisti.
Il nome Walton deriva dagli antichi abitanti di Wealas, che era il modo in cui i nuovi arrivati Anglosassoni chiamavano i nativi celtici abitanti dell'Inghilterra. Ci sono diverse prove che indicano come i nuovi arrivati germanici lasciarono i nativi Wealas (britannici) indisturbati permettendogli di vivere come prima. Con il tempo i britannici dimenticarono la loro antica lingua celtica per imparare quella degli invasori, un passaggio necessario se volevano risalire la scala sociale così come era stata modificata o semplicemente per il fatto che potevano dover essere obbligati a farlo. D'altrocanto agli Anglosassoni convenne lasciare i nativi in pace così da permettergli di coltivare e lavorare in modo da poter sostenere l'economia ed il loro mantenimento.

## Il Naze
Naze è una parola che deriva dall'Antico inglese næss, promontorio. Nel 1722 Daniel Defoe citò il villaggio chiamandolo "Walton; under the Nase". Il Naze è una penisola a nord di Walton, è sede di transito per gli uccelli migratori ed è anche parte di una piccola Area naturale protetta. Le paludi dietro il paese sono luogo di interesse ornitologico grazie alla presenza dell'anatra e della Branta bernicla che attirano la presenza di bird watchers.
Sul Naze si trova anche una torre, conosciuta come Naze Tower che aveva il compito di aiutare le navi che dovevano transitare per questo tratto di costa privo di riferimenti distinti.
Il Naze attualmente si sta erodendo rapidamente, circa 2 metri all'anno, minacciando sia la torre che le specie che vivono lì. La Naze Protection Society ha istituito una campagna per la prevenzione ed il controllo dell'erosione che è stata attuata con la costruzione di una diga marittima, il posizionamento di pietre per rinforzare la scogliera e alcuni frangiflutti. Nonostante questo e l'aggiunta di parecchie tonnellate di sabbia l'erosione non si è fermata e il Naze continua a retrocedere tanto che entro cinquant'anni potrebbe collassare sulla spiaggia sottostante.
Le scogliere sono un luogo di grande interesse scientifico ed il tratto più importante è il London Clay vecchio di 54 milioni di anni con sopra depositi di sabbia risalenti al cretaceo ed al paleocene. In questi depositi si trovano fossili di bivalvi, di gusci di gastropodi, denti di squalo ed ossa di balena.

## Il Walton Pier
Il molo originale è del 1830 uno dei più recenti del paese. Era stato costruito per permettere l'attracco di beni e persone che scendevano dai battelli ed era lungo 91 metri, ma nel 1890 una tempesta lo danneggiò gravemente. Dal 1895 in poi i proprietari degli hotel e la Pier Company (che in seguito divenne la proprietaria del molo) lo ristrutturò allungandolo di ulteriori 150 metri, negli anni seguenti vennero fatti altri lavori che ne aumentarono ulteriormente la lunghezza fino agli attuali 790 metri.
Sempre nel 1895 fu istituito un tram elettrico che prelevava i passeggeri dopo l'attracco al molo, nel 1935 i tram furono sostituiti da mezzi a batteria che però vennero danneggiati gravemente da un incendio dieci anni dopo e furono a loro volta sostituiti da un treno diesel rimosso negli anni'70.
Ad oggi il molo è più che altro una passeggiata.